# Adel Sellimi
Adel Sellimi (arab. عادل السليمي, ur. 16 listopada 1972 w Tunisie) - były tunezyjski piłkarz grający na pozycji napastnika. Jego brat Samir również był piłkarzem i reprezentantem kraju.
W reprezentacji Tunezji zadebiutował w październiku 1992 w meczu z Beninem. W 1996 brał udział w Pucharze Narodów Afryki, w którym Tunezja zajęła drugie miejsce. Zdobył wówczas dwie bramki w półfinałowym meczu z Zambią. Dwukrotnie (w 1998 i w 2002) uczestniczył w finałach mistrzostw świata.